# Pascal Nicklas
Pascal Nicklas (* 1965 in Darmstadt) ist ein deutscher Schriftsteller, Journalist und Literaturwissenschaftler.

## Leben
Nach dem Abitur am Collegium Augustinianum Gaesdonck studierte Nicklas Literaturwissenschaft und Philosophie in Frankfurt am Main, Durham und Paris. Er promovierte 1995 in Frankfurt am Main über Samuel Richardson, habilitierte sich 2002 in Leipzig über „Metamorphosen in Literatur und Wissenschaft“ und war bis zum Sommer 2006 Oberassistent am Institut für Klassische Philologie und Komparatistik der Universität Leipzig. Daneben war Nicklas, der in Berlin lebt, immer auch journalistisch tätig. Im Jahre 2006 debütierte er mit dem Roman Limnos als Schriftsteller. Seit dem Sommersemester 2007 liest er an der Humboldt-Universität Berlin. Im Wintersemester 2009/2010 war er auch an der Universität Bayreuth tätig. Seit 2010 ist Nicklas Gruppenleiter Neuroästhetik am Institut für Mikroskopische Anatomie und Neurobiologie der Johannes-Gutenberg-Universität Mainz und arbeitet außerdem an Projekten im Arbeitsbereich Buchwissenschaft.

## Werke

### Belletristik
- Limnos, (= Friktion. 6.), Berlin: Matthes & Seitz 2006 ISBN 3-88221-872-X

### Wissenschaftliche Werke
- The School of Affliction. Gewalt und Empfindsamkeit in Samuel Richardsons Clarissa, Hildesheim: Olms 1996 ISBN 3-487-10300-1
- Die Beständigkeit des Wandels. Metamorphosen in Literatur und Wissenschaft, Hildesheim: Olms 2002 ISBN  3-487-11789-4
- daneben zahlreiche Aufsätze, etwa
- Aporie und Apotheose der verfolgten Unschuld: Samuel Richardson und Sophie von La Roche, von Autor Pascal Nicklas 1996, in Colloquium Helveticum, 24 (1996), S. 29–60

### Herausgeberschaften
- mit Angelika Corbineau-Hoffmann: Gewalt der Sprache – Sprache der Gewalt, Hildesheim: Olms 2000 ISBN 3-487-11088-1
- mit Angelika Corbineau-Hoffmann: Körper/Sprache: Ausdrucksformen der Leiblichkeit in Kunst und Wissenschaft, (= ECHO. 1.), Hildesheim: Olms 2002 ISBN 3-487-11682-0
- mit Joachim Jacob: Palimpseste. Zur Erinnerung an Norbert Altenhofer, (= Frankfurter Beiträge zur Germanistik. 41.), Heidelberg: Universitätsverlag Winter 2004 ISBN 3-8253-1614-9
- außerdem Mitherausgeber der Reihe Echo – Literatur im interdisziplinären Dialog im Olms-Verlag, Hildesheim